# Stub Wiberg
Lauritz Stub Wiberg (Bergen, 11 marzo 1875 – Oslo, 24 giugno 1929) è stato un attore norvegese.
Wiberg è stato uno degli attori norvegesi più significativi dell'inizio del '900. È stato una delle figure portanti del Teatro Nazionale di Oslo dal 1903 alla morte. Ha interpretato opere drammatiche sia classiche che moderne, con piena padronanza sia della tragedia antica che del dramma realistico, della commedia e dell'operetta. Ha rivestito sempre il ruolo di personaggi positivi, non di rado quello di uomo anziano.

## Biografia
Wiberg crebbe nell'ambiente culturalmente stimolante della Øvregaten di Bergen. Il padre aveva fondato il Museo Anseatico nei propri magazzini di Finnegården nella medesima città. Dopo aver superato l'examen artium nel 1893, che gli consentiva l'accesso agli studi universitari, Wiberg trascorse due anni a Kristiania per poi abbandonare gli studi in materia economica e ritornare a Bergen. Fu occupato per due anni come maestro elementare fino al suo debutto al Den Nationale Scene nel ruolo del professor Mørch in Solnedgang di Vilhelm Krag. Restò legato al medesimo teatro per un altro paio d'anni, interpretando fra gli altri il ruolo da protagonista di Erasmus Montanus nella pièce omonima di Holberg, uno dei suoi cavalli di battaglia nella carriera successiva. Fu attivo nel 1900-1901 presso il Sekondteatret, nel 1901 al teatro Eldorado, e nel 1902-1903 al Centralteatret di Bergen. A parte alcuni interventi come caratterista o in ruoli comici da Singspiel, rivestì uno dei suoi rari ruoli da giovane come Raskolnikov nel 1903.
Dal 1903 alla morte fu in forza al Teatro Nazionale di Oslo. Nel suo primo anno di attività in quel teatro impersonò Hjalmar Ekdal ne L'anitra selvatica e Ulrik Brendel ne La casa dei Rosmer di Henrik Ibsen. Grazie alla sua versatilità, che gli consentiva di alternare ruoli comici e tragici, seppe distinguersi rapidamente come uno degli attori di punta del Teatro Nazionale. Più tardi si cimentò anche come regista. Ha preso parte a 153 allestimenti al Teatro Nazionale. Ha interpretato Ola Glomgaarden nel film muto La fidanzata di Glomdal del 1926.
Era cavaliere dell'Ordine svedese della Stella Polare e nel 1928 è stato insignito del titolo di Cavaliere di I classe dell'Ordine norvegese di Sant'Olav.

### Vita personale
Stub Wiberg (nato Olson: assunse il nuovo cognome attorno al 1891) era figlio del commerciante Johan Wilhelm Wiberg (dal 1858 Olsen, 1829–1898) e di Bolette Marie Köhler (1845–1934). Wiberg non si è sposato.

## Filmografia
- La fidanzata di Glomdal (Glomdalsbruden), regia di Carl Theodor Dreyer (1926)